# Француска национална јела из Париза
Француска је позната по свом прелепом језику, угодним градовима, прекрасним плажама и укусна храна... Храна у Француској је култна ствар. Сматра се да на свету постоје 2 велике кухиње: класична француска и кинеска.

## Француски доручак - le petit déjeuner
Традиционални доручак у Француској није фенси. За доручак Французи једу багет с маслацем и џемом / сиром / паштетом, кроасан или кифлицу или житарице. За десерт - воће.

## Француски ручак - le déjeuner
У многим се местима у Француској ручак послужује од 11.30 до 13.00. Путници обично касно вечерају, а понекад се суоче и са одбијањем да их послуже. Као, дошли су касно, момци су све појели. Ако закасните на ручак, запутите се у самопослужни ресторан, где имате више шанси за јело.
Традиционални француски ручак састоји се од:
- стартер: салата, супа, паштета и хладни залогаји;
- главно јело: месо или риба са кромпиром, пиринчем, тестенином или поврћем за прилог;
- десерт.

Десерт често није на менију и морате послушати предлоге конобара. За десерт, француски ресторани послужују воће, џемове, сладолед, ретко пециво, све можете згњечити на врху кафе.

## Француска вечера - le diner
Французи вечерају између 19.30 и 20.45. ТВ канали прилагођавају почетак својих главних вечерњих ТВ програма тако да почињу у 20.45 - 21, када сви вечерају.
За вечеру у Француској једу лакша јела - поврће, супе итд.
1. Најједноставније и најквалитетније важан савет, коју дајем свима, без обзира у коју земљу особа иде - јести тамо где једу домаћи становници... Обично у Француској ручају од 12 до 13 сати, а вечерају од 20 до 21.Туристичке установе дају уступке, али туристичке ресторане не препоручујем никоме - они су увек скупљи и често мање укусни.
2. Узмите пословне ручкове... Ако не знате, ово је фиксни мени за ручак. Имате могућност избора између неколико сетова јела. Сваки сет обично садржи 2 јела и десерт. У Француској их зову "le Menu du jour". Пословни ручкови изврстан су начин да искусите француску кухињу без преплаћивања.
3. Ако желите вечерати као прави Француз, тада бисте требали прво попити аперитив, обично ово вино или коктел "Кир" (бело суво вино и ликер од црне рибизле).
4. Хлеб - саставни део француског менија. Французи неће почети јести без добре свеже багете.
5. Али нећете наћи на столу папирнате салвете... Французи користе искључиво тканину. Подигну их испод столњака. Салвете су такође важне!
6. Што је јачи смрад сира - то је боље.
7. Французи користе ножеве за време оброка, не само да би одсекли комад одреска, већ и да би храну гурнули с тањура на вилицу. Тако да потребан је и нож попут хлеба, попут сендвича са сиром на крају оброка.
8. Путер у Француској, мало сољено.
9. У Француској, мало другачије разумевање речи "десерт" него у остатку света. Не очекујте да вам поподне донесу éclair au chocolat, choux à la crème ili Paris-Brest. Најчешће се односи на воће, јогурт или џем.
10. У Француској сте практично неће наћи вегетаријанца, вероватно су сви емигрирали давно, далеко од искушења француске кухиње.
11. У Француској је обичај јелима додавати со и бибер по укусу. Лако је разликовати сланик од паприке, сланик има неколико рупа, а мухарица једну.[1]

## Bouillabaisse - једно од најлепших јела из Париза
Француски bouillabaisse је рибљa чорбa. Некад се сматрало храном сиромашних. Марсељски рибари једноставно су кували морске плодове које нису могли продати. То значи да је главни критеријум за одабир рибе за bouillabaisse њена непривлачност.